# 廣州公車793路
广州公交793路是由广州公交集团第二公共汽车有限公司运营的公交线路，于2013年至2018年间往来寮采（世外桃源）总站和人和墟（万家福广场）总站，于2021年复行至今，并调整为往來龙归城总站和司法学校，成为夜119路的日间公交形式。

## 一代793路（2013年至2018年）
一代793路于2013年6月28日开通，途经竹料一中、汉塘村、罗汉塘、人和三中、南兴庄、东华村等地，解决了寮采村及邻近村落居民的“出行难”问题。
2018年5月20日起，一代793路并入971路，成为971路的寮采（世外桃源）总站至人和墟（万家福广场）站区段。

## 二代793路（2021年至今）与夜119路
夜119路于2021年7月30日开通，其日间公交形式——二代793路于2021年8月28日开通，二者串联起龙归城社区、空港大道、嘉禾望岗公交枢纽站和黄边地铁站，有效填补了龙归城沿106国道往南方向的公交空白。
- 上行：从龙归城总站出发，行走龙归城內部道路后进入龙兴路，经106国道和空港大道，在黄边附近转入黄鹤路，最后抵达司法学校。
- 下行：从司法学校出发，先进入106国道，绕经黄边地区道路后回到空港大道，经龙兴路和龙归城內部道路，抵达龙归城总站。